# Jos van Kemenade
Josephus Antonius van Kemenade, dit Jos van Kemenade, né le 6 mars 1937 à Amsterdam et mort le 19 février 2020 à Heiloo, est un universitaire et homme politique néerlandais, membre du Parti travailliste (PvdA).
Ministre de l'Éducation et de la Science par deux fois, il occupe par la suite la fonction de bourgmestre d'Eindhoven et de commissaire de la Reine en Hollande-Septentrionale. Il lui est décerné en 2002 le titre honorifique de ministre d'État.

## Biographie

### Un parcours d'universitaire
En 1958, Jos van Kemenade adhère au PvdA et commence son parcours professionnel comme travailleur scientifique à l'Institut de sociologie de l'université catholique de Nimègue. Il quitte ce poste en 1965 pour devenir directeur de l'Institut de sociologie appliquée, où il enseigne également la sociologie de l'éducation.
Il obtient en novembre 1970 un contrat de professeur dans ce domaine à l'université catholique de Nimègue et renonce alors à ses fonctions de direction. Il intègre le 1er décembre 1972 le conseil d'administration de l'établissement, où il est chargé des affaires éducatives.

### Deux fois ministre de l'Éducation
Le 11 mai 1973, Jos van Kemenade est nommé à 36 ans ministre de l'Éducation et de la Science dans le cabinet de coalition du Premier ministre travailliste Joop den Uyl. Il quitte en conséquence ses fonctions universitaires.
Lors des élections législatives du 25 mai 1977, il se fait élire député à la Seconde Chambre des États généraux. Il quitte le gouvernement le 29 décembre suivant et reprend une activité d'enseignement en septembre 1978, comme professeur de sciences de l'éducation à l'université de Groningue. Au cours de ce mandat, il est le secrétaire général du groupe parlementaire travailliste.
Il est à nouveau désigné ministre de l'Éducation et de la Science, le 11 septembre 1981, à l'âge de 44 ans, dans le deuxième exécutif de coalition du Premier ministre chrétien-démocrate Dries van Agt. Il démissionne avec l'ensemble de ses collègues travaillistes le 12 mai 1982 et quitte ses fonctions 17 jours plus tard.
Devenu professeur d'éducation générale et comparée à l'université d'Amsterdam le 1er septembre, il conserve son mandat parlementaire au cours des élections législatives qui suivent sept jours après.
À la suite de ce scrutin, la reine Beatrix le nomme « informateur » le 10 septembre. Il envisage alors la formation d'une coalition entre le PvdA, l'Appel chrétien-démocrate (CDA) et les Démocrates 1966 (D'66), identique à celle qui avait échoué en mai, ou d'une alliance unissant le PvdA et le Parti populaire libéral et démocrate (VVD). Constatant le rejet par le VVD d'une telle probabilité et les insurmontables divergences économiques, fiscales et stratégiques entre le Parti travailliste et le CDA, il rend son mandat à la souveraine le 30 septembre.
Il finit par démissionner de la Seconde Chambre le 1er septembre 1984, à la suite de son élection comme président du conseil d'administration de l'université.

### Responsable exécutif local
Jos van Kemenade est investi bourgmestre d'Eindhoven le 1er mars 1988, ce qui le conduit à renoncer de nouveau à sa carrière d'universitaire. Environ 18 mois plus tard, le PvdA lui propose le poste de ministre des Affaires intérieures dans le troisième cabinet de grande coalition formé par Ruud Lubbers, mais il le refuse pour des raisons de santé.
Il change de responsabilité locale le 1er mai 1992, lorsqu'il prend le poste de commissaire de la Reine dans la province de Hollande-Septentrionale. Le ministère des Affaires intérieures lui est à nouveau suggéré en août 1994 lors de la constitution du premier gouvernement de coalition violette du travailliste Wim Kok qu'il décline de nouveau et qui revient finalement aux libéraux.
À partir du 1er mars 2000, il exerce parallèlement le métier de professeur de sciences sociales générales à l'université d'Amsterdam, à titre bénévole. Il abandonne son poste de chef d'exécutif provincial le 1er avril 2002.
Le 5 avril, Jos van Kemenade est fait à 65 ans ministre d'État par la reine Beatrix.
Il meurt le 19 février 2020 à Heiloo à l'âge de 82 ans.

## Distinctions
- Commandeur de l'ordre du Lion néerlandais